# Pol (Lugo)
Pol ist eine spanische Gemeinde (Concello) mit 1.542 Einwohnern (Stand: 2024) in der Provinz Lugo der Autonomen Gemeinschaft Galicien.

## Geografie
Pol liegt im Zentrum der Provinz Lugo ca. 20 Kilometer nordöstlich der Provinzhauptstadt Lugo.
Umgeben wird Pol von den sechs Nachbargemeinden:
|               | A Pastoriza                                 | Meira             |
| Castro de Rei | Kompassrose, die auf Nachbargemeinden zeigt | Ribeira de Piquín |
|               | Castroverde                                 | Baleira           |

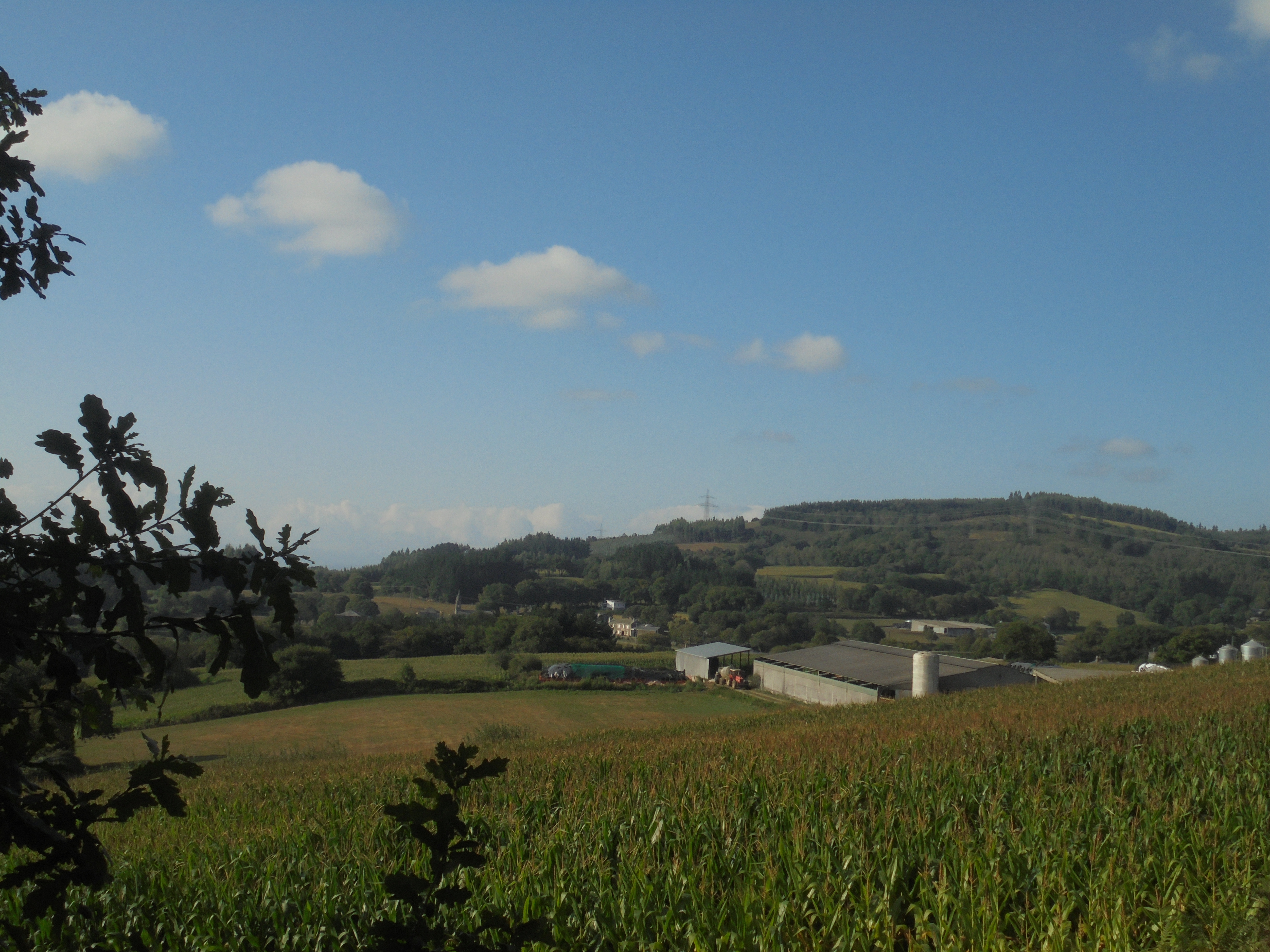
Blick auf Suegos

Die Landschaftsform der Gemeinde ist insgesamt hügelig. Im Süden grenzt Pol an die Serra do Monciro mit dem Monciro 858 m als höchsten Punkt, im Osten an die Serra da Panda mit Erhebungen über 800 m.
Pol gehört praktisch auf ihrer gesamten Gemeindefläche mit Ausnahme des nordöstlichen Sektors zum Biosphärenreservat Terras do Miño, das 2002 eingerichtet wurde.
Der bedeutendste Fluss ist der Río Azumara, ein Nebenfluss des Río Miño, entspringt in der südlichen Nachbargemeinde Castroverde und durchquert das Gemeindegebiet in nördlicher Richtung.

## Klima
|                        | Jan | Feb | Mär  | Apr  | Mai  | Jun  | Jul  | Aug  | Sep  | Okt  | Nov  | Dez |   |      |
| Mittl. Temperatur (°C) | 5,6 | 5,6 | 7,6  | 9,3  | 12   | 15,5 | 17,2 | 17,6 | 15,9 | 12,6 | 8,1  | 6,2 | ⌀ | 11,1 |
| Mittl. Tagesmax. (°C)  | 8,9 | 9,6 | 12,1 | 13,7 | 16,6 | 20,3 | 22,2 | 22,8 | 21   | 16,9 | 11,4 | 9,7 | ⌀ | 15,5 |
| Mittl. Tagesmin. (°C)  | 2,6 | 2   | 3,6  | 5,2  | 7,8  | 11,1 | 12,9 | 13,1 | 11,6 | 8,9  | 5,1  | 3,1 | ⌀ | 7,3  |
|                        |     |     |      |      |      |      |      |      |      |      |      |     |   |      |
| Niederschlag (mm)      | 129 | 106 | 111  | 127  | 116  | 76   | 48   | 58   | 83   | 132  | 147  | 131 | Σ | 1264 |
|                        |     |     |      |      |      |      |      |      |      |      |      |     |   |      |
| Sonnenstunden (h/d)    | 3,6 | 4,4 | 5,6  | 6,2  | 6,8  | 7,2  | 7,0  | 7,2  | 7,0  | 5,9  | 4,0  | 4,0 | ⌀ | 5,7  |
|                        |     |     |      |      |      |      |      |      |      |      |      |     |   |      |
| Regentage (d)          | 11  | 9   | 10   | 11   | 11   | 8    | 7    | 7    | 8    | 11   | 12   | 11  | Σ | 116  |
|                        |     |     |      |      |      |      |      |      |      |      |      |     |   |      |
| Luftfeuchtigkeit (%)   | 87  | 84  | 81   | 81   | 80   | 78   | 76   | 75   | 76   | 81   | 86   | 85  | ⌀ | 80,8 |

| 2,6 |

| 2 |

| 3,6 |

| 5,2 |

| 7,8 |

| 11,1 |

| 12,9 |

| 13,1 |

| 11,6 |

| 8,9 |

| 5,1 |

| 3,1 |

| 2,6 |

| 2 |

| 3,6 |

| 5,2 |

| 7,8 |

| 11,1 |

| 12,9 |

| 13,1 |

| 11,6 |

| 8,9 |

| 5,1 |

| 3,1 |

Das Klima zeichnet sich durch mäßig warme Sommer und relativ milde Winter aus. 43 % der Niederschläge fällt in den Monaten Oktober bis Januar. Der November ist der feuchteste Monat des Winters und mehr als dreimal so niederschlagsreich wie der Juli, der trockenste Monat des Sommers. Niederschlagsmengen und Anzahl der Regentage pro Monat nehmen in den Sommermonaten Juni bis September deutlich ab. Das Klima ist als Ozeanklima (Cfb-Klima) klassifiziert. 

## Bevölkerungsentwicklung Gemeinde
Quelle: INE-Archiv – grafische Aufarbeitung für Wikipedia
Nach einem Anwachsen der Gemeindegröße auf über 5000 Einwohner um 1900 sank die Zahl der Bevölkerung stetig bis unter 2000.
| Männer | Alterstufe | Frauen |
| ------ | ---------- | ------ |
| 1      | 100+       | 4      |
| 2      | 95–99      | 8      |
| 15     | 90–94      | 41     |
| 30     | 85–89      | 65     |
| 42     | 80–84      | 49     |
| 47     | 75–79      | 59     |
| 66     | 70–74      | 47     |
| 63     | 65–69      | 69     |
| 79     | 60–64      | 52     |
| 67     | 55–59      | 61     |
| 58     | 50–54      | 53     |
| 53     | 45–49      | 45     |
| 67     | 40–44      | 44     |
| 48     | 35–39      | 47     |
| 33     | 30–34      | 42     |
| 33     | 25–29      | 35     |
| 26     | 20–24      | 25     |
| 27     | 15–19      | 22     |
| 20     | 10–14      | 17     |
| 25     | 5–9        | 16     |
| 14     | 0–4        | 17     |

Am 1. Januar 2021 waren ca. 53 % der Bevölkerung (55 % der Männer, 49 % der Frauen) im erwerbsfähigen Alter (20–64), während dieser Wert für ganz Spanien ca. 61 % betrug.
Die erhebliche und fortschreitende Überalterung der Bevölkerung der Gemeinde zeigt folgende Tabelle, bei der das Verhältnis von Gruppen von älteren Personen mit Gruppen von Personen der jüngeren Generation verglichen wird:
| Alter | Anzahl Personen | Alter | Anzahl Personen | Provinz | Galicien | Spanien |
| ----- | --------------- | ----- | --------------- | ------- | -------- | ------- |
| 60–64 | 100             | 20–24 | 39              | 49      | 58       | 79      |
| 55–59 | 100             | 15–19 | 38              | 45      | 57       | 71      |
| 50–54 | 100             | 10–14 | 33              | 47      | 56       | 68      |

## Gemeindegliederung
Die Gemeinde Pol ist in 19 Parroquias gegliedert:
| Parroquias               | Patrozinium    | Einwohner 2024 | Fläche km² | Dichte Einw./km² | Höhe msnm | Ortskennzahl |
| ------------------------ | -------------- | -------------- | ---------- | ---------------- | --------- | ------------ |
| Arcos de Frades          | Santiago       | 25             | 2,64       | 9                | 510       | 27046010000  |
| Caraño                   | San Martiño    | 103            | 9,70       | 11               | 597       | 27046030000  |
| Carazo                   | San Pedro      | 23             | 5,72       | 4                | 572       | 27046040000  |
| Cirio                    | Santa María    | 109            | 6,61       | 16               | 569       | 27046050000  |
| Ferreiros                | Santo André    | 66             | 6,33       | 10               | 531       | 27046060000  |
| Fraialde                 | Santa María    | 52             | 3,71       | 14               | 502       | 27046080000  |
| Gondel                   | San Cosme      | 28             | 1,95       | 14               | 603       | 27046090000  |
| Hermunde                 | San Pedro      | 71             | 6,37       | 11               | 500       | 27046100000  |
| Lea                      | San Bartolomeu | 46             | 4,38       | 11               | 534       | 27046110000  |
| Luaces                   | Santa María    | 71             | 6,58       | 11               | 519       | 27046130000  |
| Milleirós                | Santiago       | 35             | 7,69       | 5                | 645       | 27046140000  |
| Mosteiro                 | San Salvador   | 222            | 1,14       | 195              | 487       | 27046150000  |
| Pol                      | Santo Estevo   | 22             | 6,03       | 4                | 504       | 27046160000  |
| San Martín de Lúa        | San Martín     | 32             | 9,87       | 3                | 509       | 27046120000  |
| San Martiño de Ferreiros | San Martiño    | 83             | 7,26       | 11               | 515       | 27046070000  |
| Silva                    | Santiago       | 142            | 8,31       | 17               | 484       | 27046170000  |
| Suegos                   | Santa Eulalia  | 139            | 10,18      | 14               | 606       | 27046180000  |
| Torneiros                | San Lourenzo   | 87             | 4,66       | 19               | 513       | 27046190000  |
| Valonga                  | Santa María    | 226            | 16,99      | 13               | 555       | 27046020000  |

Der Hauptort Mosteiro liegt in der gleichnamigen Parroquia Mosteiro.

## Geschichte
Die lange Geschichte der Gemeinde Pol spiegelt sich in den zahlreichen archäologischen Überresten wider, die in der Gemeinde reichlich vorhanden sind. Es gibt Mámoas in den Parroquias Valonga, San Martin de Lúa, Arcos de Frades, Ferreiros, Mosteiro, Carazo und Silva.
Ebenso sind die Castros von Torneiros, Brea (in Caraño), Rois (in Cirio), Trasín (in Luaces), Castro de Hermunde (in Hermunde) und Andión (in Silva) von der Castrokultur geblieben. Die Römer hinterließen auch wichtige Spuren, wie einen in Mosteiro gefundenen Votivaltar, der den Straßengöttern gewidmet war, das römische Mosaik von Doncide in der Parroquia Silva, das heute verschwunden ist, und eine Inschrift, der ein Freundschaftspakt zwischen den Triapos und den Desonsos aus dem Jahr 27 n. Chr. beinhaltet.
Im Mittelalter gehörte ein großer Teil des Landes von Pol dem Kloster Meira, dessen Fuero in vielen Parroquias zur Anwendung kam. Im Jahr 1270 gingen die Bewohner von Luaces auf der Suche nach Land, um ihre Lebensbedingungen zu verbessern, zu König Alfons X., der Ländereien unter seiner Gerichtsbarkeit in Valonga hatte. Dieser gewährte ihnen das Privileg, eine Siedlung in Valonga zu gründen, und entschädigte den Bischof von Lugo und Cabildos für die Rechte, die ihnen zustanden.
Das Land Luaces wurde der Herrschaft Castroverde angegliedert, die dem Haus Lemos gehörte. Im Jahr 1514 wurde es an die Grafschaft Altamira verkauft. Im Laufe des 16. Jahrhunderts gab es mehrere Aufstandsversuche. Der bedeutendste war 1560, als sich die Leute von Luaces gegen die Herrschaft von Altamira erhoben, weshalb ihnen dieses Haus verschiedene Rechte zugestand, die als Hofordnungen bekannt sind und die bis 1811 in Kraft waren, dem Jahr, in dem die Lehnsherrschaften abgeschafft wurden.
In der Zeit des  Alten Regimes wurde das Gebiet, in dem sich die heutige Gemeinde Pol befindet, von zwei großen Gerichtsbarkeiten, Luaces und Lea, und einer kleineren, Meira, ausgeübt. In der Gerichtsbarkeit von Luaces übte der Graf von Altamira die Herrschaft aus, in der von Lea der Graf von Grajal und in der von Meira das Königliche Kollegium von Meira aus dem Zisterzienserorden.
Im Jahr 1840 wurde mit der Neuordnung der Justiz und der Provinz die heutige Gemeinde von Pol geboren, das den Namen der Parroquia annahm, in der sie gegründet wurde. Im Jahr 1970 genehmigte ein Beschluss des Ministerrates die Verlegung des Hauptorts von Pol nach Mosteiro.

## Sehenswürdigkeiten

### Sakralbauwerke
| Name                              | Bemerkungen | Bild |
| --------------------------------- | --- | ---- |
| Kirche Santa María de Valonga     | Romanischer Baustil |      |
| Kirche Santa María de Cirio       | Romanischer Baustil. Sie besitzt eine Inschrift auf dem vorderen Tympanon und zusätzlich einen Grabstein auf dem Boden. Die Hauptkapelle wurde im 18. Jahrhundert umgestaltet und ein großes klassizistisches Altarbild hinzugefügt. |      |
| Kirche San Pedro de Hermunde      | Barocker Baustil |      |
| Kirche Santa María de Fraialde    | Barocker Baustil, Wappen der Familie Montenegro |      |
| Kirche Santa María de Fraialde    | Hauptaltar mit Schlangensäulen von 1763 |      |
| Kirche Santo Estevo de Pol        | Barocker Baustil mit spitzbogigen Stilelementen |      |
| Einsiedelei Nosa Señora das Neves | Wallfahrtsort |      |

### Profanbauwerke
- Casa de Eiras en Silva. Mit zwei Stockwerken aus dem 18. Jahrhundert
- Casa de Arriba
- Casa de Olga in der Parroquia Caraño
- Casa de Pousadela in der Parroquia Luaces
- Casa del Abogado in der Parroquia Lea
- Casa de Fondón in der Parroquia Cirio mit einer Kapelle, einem Brunnen und Obstgärten aus dem 19. Jahrhundert[10]

## Wirtschaft
| Ackerbau, Viehzucht und Fischerei                                                  | 225 | 038,27 |
| Industrie                                                                          | 043 | 07,31  |
| Bauwirtschaft                                                                      | 026 | 04,42  |
| Dienstleistungsbetriebe                                                            | 294 | 050,00 |
| Total                                                                              | 588 | 100,00 |
| * Daten aus dem Statistischen Amt für Wirtschaftliche Entwicklung in Galicien, IGE |     |        |

## Verkehr
Die Nationalstraße N-640 von Lugo nach Castropol an der Küste der Biscaya durchquert das nördliche Gemeindegebiet. Die Provinzstraße LU-122 führt durch das Gebiet der Gemeinde und verbindet es mit Meira im Norden und mit Baleira im Süden. Die Landstraße LU-P-1611 führt nordwestlich in die Gemeinde Castro de Rei und südlich zur benachbarten Gemeinde Castroverde, die Landstraße LU-P-4606 östlich in die Nachbargemeinde Ribeira de Piquín.